# Sphegina brevisterna
Sphegina brevisterna är en tvåvingeart som beskrevs av Violovitsh 1980. Sphegina brevisterna ingår i släktet midjeblomflugor, och familjen blomflugor. Inga underarter finns listade i Catalogue of Life.